# Verden ka' vente
Verden ka' vente er det fjerde studiealbum af den danske sanger og sangskriver Rasmus Seebach. Det udkom den 6. november 2015 på CD og til download, og udkommer den 16. november på streaming.
Størstedelen af albummet sange er skrevet til Rasmus Seebachs kæreste, heriblandt førstesinglen "Uanset" der handler om jalousi. Om albummets lyd har Seebach udtalt: "Det nye album er mere råt og soulet, hvor det sidste var mere sprælsk. Jeg forsøger hele tiden at skubbe mig selv nye steder hen. Jeg ville aldrig kunne lave et album, hvis jeg fra start følte, at det kunne det samme som det forrige".
Verden ka' vente debuterede på førstepladsen af hitlisten, med 31.600 solgte eksemplarer i den første uge.

## Singler
"Uanset" blev udgivet som albummets første single den 11. september 2015. Singlen handler ifølge Seebach om jalousi: "Den har den følelse, som jeg tror, vi alle sammen render rundt med. Specielt folk, som er i et forhold, som virkelig elsker hinanden, kender hinanden. Man kan hurtig blive lidt usikker på hinanden, specielt når man er ude at holde fester, og man ser alting igennem et lidt sløret blik, fordi man har fået lidt at drikke." Musikalsk er sangen inspireret af popmusik fra 80'erne samt nutidig R&B. I starten af sangen høres lyden af et glas der splintres, hvilket ifølge Seeabach er et billede på dramaet i sangen, samt "den lidt 80'er-inspirerede sound, og så alligevel ikke, fordi jeg synes også, det er enormt 2016." "Uanset" blev streamet 122.000 gange på udgivelsesdagen på Spotify i Danmark, hvilket er en rekord. Singlen var den sjette mest spillede danske sang i dansk radio i 2015.
"Farlig" blev udgivet som albummets anden single i februar 2016. Singlen modtog i juli 2016 guld.

## Modtagelse
Henning Høgh fra BT gav Verden ka' vente fem ud af seks stjerner. Høgh skrev at Seebach, med inspiration fra Roxette og Abba, har lavet "gennemarbejdede, friske og iørefaldende" sange.
Peter Schollert fra Jyllands Posten gav albummet tre ud af seks stjerner, og skrev at "en ambition om at gøre numrene kompakte, strømlinede og let tilgængelige betyder, at nuancerne, som må have været til stede i indspilningerne, bliver slebet til og gjort anonyme." Anmelderen fremhævede "Flyv fugl" som albummets bedste sang.

## Spor
- Alle sange er skrevet af Rasmus Seebach, Nicolai Seebach, og Lars Ankerstjerne, undtaget hvor noteret.
- Alle sange er produceret af Seebach & Seebach og Ankerstjerne, undtaget "Er de gode gamle dage lige nu" produceret af Peter Wallevik, Daniel Davidsen, Seebach & Seebach og Ankerstjerne; og "Lille store verden" produceret af Wallevik og Davidsen, og co-produceret af Seebach & Seebach og Ankerstjerne.

| #   | Titel | Længde |
| --- | --- | ------ |
| 1.  | "Uanset" | 3:51   |
| 2.  | "Verden ka' vente"                                                                                            | 3:26   |
| 3.  | "Livet går videre"                                                                                            | 4:07   |
| 4.  | "Farlig" | 3:31   |
| 5.  | "Okay" | 3:22   |
| 6.  | "F*** jeg er forelsket"                                                                                       | 3:17   |
| 7.  | "For sidste gang"                                                                                             | 3:40   |
| 8.  | "Stod det skrevet"                                                                                            | 3:30   |
| 9.  | "Flyv fugl"                                                                                                   | 3:36   |
| 10. | "Er de gode gamle dage lige nu"                                                                               | 4:30   |
| 11. | "Lille store verden" (R. Seebach, N. Seebach, Ankerstjerne, Daniel Davidsen, Peter Wallevik, George Davidsen) | 3:28   |
| 12. | "Der' noget i december"                                                                                       | 3:35   |

## Hitlister og certificeringer
| Hitliste (2015)             | Højeste placering |
| --------------------------- | ----------------- |
| Danmark (Album Top-40)      | 1                 |
| Sverige (Sverigetopplistan) | 49                |

| Hitliste (2015) | Placering |
| --------------- | --------- |
| Danmark         | 1         |
| Hitliste (2016) | Placering |
| Danmark         | 5         |
| Hitliste (2017) | Placering |
| Danmark         | 14        |
| Hitliste (2018) | Placering |
| Danmark         | 22        |
| Hitliste (2019) | Placering |
| Danmark         | 31        |
| Hitliste (2020) | Placering |
| Danmark         | 32        |
| Hitliste (2021) | Placering |
| Danmark         | 23        |
| Hitliste (2022) | Placering |
| Danmark         | 28        |
| Hitliste (2023) | Placering |
| Danmark         | 33        |
| Hitliste (2024) | Placering |
| Danmark         | 35        |

| Land (Organisation) | Certificering |
| ------------------- | ------------- |
| Danmark (IFPI)      | 6× Platin     |

| 2015                                                             | "Uanset" | 1 | 1 |  |
| "—" markerer en udgivelse der ikke opnåede en hitlisteplacering. |          |   |   |  |